# Jalen Hawkins
Jalen Hawkins (Regensburg, 24 januari 2001) is een Amerikaans-Duits voetballer die doorgaans als rechtsbuiten speelt. Hij verruilde in de zomer van 2024 SV Waldhoff Mannheim voor FC Emmen.

## Clubcarrière

### FC Ingolstadt
Hawkins speelde in de jeugd voor Jahn Regensburg, FC Ingolstadt en Bayern München en keerde in 2018 terug bij FC Ingolstadt. Daar maakte hij in 2020 zijn debuut in het profvoetbal. Hij debuteerde op 16 juni 2020 tegen Eintracht Braunschweig in de 3. Liga. Hij speelde tweeënhalf seizoen voor Ingolstadt, maar brak nooit echt door als basisspeler. Hij werd daarom in de winter van 2022 voor het restant van het seizoen 2021/22 verhuurd aan 1. FC Saarbrücken. Daar maakte hij op 28 februari 2022 tegen Türkgücü München zijn eerste doelpunt in het profvoetbal. In totaal speelde hij negen wedstrijden voor Saarbrücken. 
Terug bij FC Ingolstadt werd hij wel basisspeler. Op 15 oktober tegen SV Meppen maakte hij zijn eerste doelpunt voor de club. Op 3 juni 2023 stond hij met de club in de finale van de Landespokal Bayern, die verloren ging tegen FV Illertissen. In totaal speelde hij 50 wedstrijden voor de club, waarin hij goed was voor vijf goals en één assist.

### Waldhof Mannheim
In het seizoen 2023/24 speelde Hawkins voor SV Waldhof Mannheim. Daar kwam hij tot vier goals en één assist in 37 wedstrijden.

### FC Emmen
In de zomer van 2024 tekende Hawkins voor twee seizoenen bij FC Emmen, waar landgenoot Robin Peter de nieuwe trainer was. Met rugnummer 10 maakte hij op 9 augustus tegen FC Dordrecht zijn debuut voor Emmen. Een week later scoorde hij tegen FC Volendam de enige treffer van de wedstrijd en daarmee zijn eerste doelpunt voor de club. 

## Clubstatistieken
| Seizoen | Club             | Competitie     | Competitie | Competitie | Beker | Beker | Overig | Overig | Totaal | Totaal |
| Seizoen | Club             | Competitie     | Wed.       | Dlp.       | Wed.  | Dlp.  | Dlp.   | Dlp.   | Wed.   | Dlp.   |
| ------- | ---------------- | -------------- | ---------- | ---------- | ----- | ----- | ------ | ------ | ------ | ------ |
| 2019/20 | FC Ingolstadt    | 3. Liga        | 5          | 0          | 1     | 2     | –      | –      | 6      | 2      |
| 2020/21 | FC Ingolstadt    | 3. Liga        | 6          | 0          | 1     | 0     | –      | –      | 7      | 0      |
| 2021/22 | FC Ingolstadt    | 3. Liga        | 9          | 1          | 3     | 0     | –      | –      | 12     | 1      |
| 2021/22 | → Saarbrücken    | 2. Bundesliga  | 6          | 0          | 0     | 0     | –      | –      | 6      | 0      |
| 2022/23 | FC Ingolstadt    | 3. Liga        | 25         | 2          | 5     | 1     | –      | –      | 30     | 3      |
| 2023/24 | Waldhof Mannheim | 3. Liga        | 34         | 4          | 3     | 0     | –      | –      | 37     | 4      |
| 2024/25 | FC Emmen         | Eerste Divisie | 20         | 6          | 1     | 0     | 0      | 0      | 21     | 6      |
| Totaal  | Totaal           | Totaal         | 105        | 13         | 14    | 3     | 0      | 0      | 119    | 16     |

## Interlandcarrière
Hawkins speelde interlands voor de jeugdelftallen van de Verenigde Staten onder 18 en onder 19.